# Tèsia de Neumann
La tèsia de Neumann (Hemitesia neumanni) és una espècie d'ocell de la família dels cètids (Cettiidae). Es troba a Ruanda, Burundi, República Democràtica del Congo i Uganda. Els seus hàbitats principals són els pantans, els boscos tropicals i subtropicals de frondoses humits de l'estatge montà, els cursos d'aigua i les zones humides. El seu estat de conservació es considera de risc mínim.